# Francia en los Juegos Olímpicos de París 1924
Francia estuvo representada en los Juegos Olímpicos de París 1924 por un total de 401 deportistas que compitieron en 20 deportes.  
El portador de la bandera en la ceremonia de apertura fue el atleta Georges André.

## Medallistas
El equipo olímpico francés obtuvo las siguientes medallas:
| Nombre | Deporte            | Competición                      |
| --- | ------------------ | -------------------------------- |
| Oro |                    |                                  |
| Lucien Michard | Ciclismo en pista  | Velocidad ind. M                 |
| Lucien Choury Jean Cugnot                                                                                             | Ciclismo en pista  | Tándem M                         |
| Armand Blanchonnet | Ciclismo en ruta   | Contrarreloj ind. M              |
| Armand Blanchonnet René Hamel Georges Wambst André Leducq                                                             | Ciclismo en ruta   | Contrarreloj por eqs. M          |
| Roger Ducret | Esgrima            | Florete ind. M                   |
| Philippe Cattiau Jacques Coutrot Guy de Luget Roger Ducret Lucien Gaudin Henri Jobier André Labatut Joseph Perotaux   | Esgrima            | Florete por eqs. M               |
| Georges Buchard Roger Ducret Lucien Gaudin André Labatut Robert Liottel Alexandre Lippmann Georges Tainturier         | Esgrima            | Espada por eqs. M                |
| Albert Séguin | Gimnasia artística | Salto de potro transversal M     |
| Edmond Decottignies                                                                                                   | Halterofilia       | 67,5 kg M                        |
| Charles Rigoulot | Halterofilia       | 82,5 kg M                        |
| Henri Deglane | Lucha grecorromana | +82,5 kg M                       |
| Pierre Coquelin de Lisle                                                                                              | Tiro               | Rifle en posición tendida 50 m M |
| Equipo | Waterpolo          | Torneo M                         |
| Plata |                    |                                  |
| Philippe Cattiau | Esgrima            | Florete ind. M                   |
| Roger Ducret | Esgrima            | Espada ind. M                    |
| Roger Ducret | Esgrima            | Sable ind. M                     |
| Albert Séguin | Gimnasia artística | Escalada con cuerda M            |
| Jean Gounot | Gimnasia artística | Salto de potro transversal M     |
| François Gangloff | Gimnasia artística | Salto de potro transversal M     |
| Eugène Cordonnier Léon Delsarte André Higelin François Gangloff Jean Gounot Arthur Hermann Joseph Huber Albert Séguin | Gimnasia artística | Concurso completo por eqs. M     |
| Marc Detton Jean-Pierre Stock                                                                                         | Remo               | Doble scull (M2x) M              |
| Maurice Bouton Georges Piot                                                                                           | Remo               | Dos sin timonel (M2-) M          |
| Eugène Constant Louis Gressier Georges Lecointe Raymond Talleux Marcel Lepan                                          | Remo               | Cuatro con timonel (M4+) M       |
| Equipo | Rugby              | Torneo M                         |
| Henri Cochet | Tenis              | Individual M                     |
| Jacques Brugnon Henri Cochet                                                                                          | Tenis              | Dobles M                         |
| Julie Vlasto | Tenis              | Individual F                     |
| Paul Colas Albert Courquin Pierre Hardy Georges Roes Emile Rumeau                                                     | Tiro               | Rifle libre por eqs. M           |
| Bronce |                    |                                  |
| Paul Bontemps | Atletismo          | 3000 m obstáculos M              |
| Pierre Lewden | Atletismo          | Salto de altura M                |
| Gaston Heuet Henri Lauvaux Maurice Norland                                                                            | Atletismo          | Campo a través por eqs. M        |
| Jean Ces | Boxeo              | Gallo (53,5 kg) M                |
| Jean Cugnot | Ciclismo en pista  | Velocidad ind. M                 |
| René Hamel | Ciclismo en ruta   | Contrarreloj ind. M              |
| André Higelin | Gimnasia artística | Barra fija M                     |
| Xavier Lesage (Plumard)                                                                                               | Hípica             | Doma ind.                        |
| Jean Borotra René Lacoste                                                                                             | Tenis              | Dobles M                         |
| Louis Charles Breguet Pierre Gauthier Robert Girardet André Guerrier Georges Mollard                                  | Vela               | 8 Metre M                        |